# Туленхеймо, Антти
Антти Туленхеймо (фин. Antti Agathon Tulenheimo; 4 декабря 1879, Кангасала, Тавастгусская губерния — 3 сентября 1952, Хельсинки) — государственный и политический деятель Финляндии, премьер-министр страны в 1925, председатель Национальной коалиционной партии.

## Биография
По образованию — юрист, преподавал с 1911 по 1918 в Хельсинкском университете, в 1919 назначен профессором уголовного права в университете Хельсинки. С 1926 по 1930 годы был ректором, а с 1944 до своей смерти — канцлером Хельсинкского университета.
Политическую карьеру начал в 1914, был избран в финский Сейм. Впоследствии избирался депутатом парламента и представлял там с 1922 по 1923 и с 1930 по 1932 Национальную коалиционную партию Финляндии.
После провозглашения независимости страны с мая 1918 до августа 1919 был губернатором провинции Хяме, а также с ноября 1918 по апрель 1919 — министром в кабинете Л.Ингмана.
С 1921 по 1924 Туленхеймо был председателем Национальной коалиционной партии. В марте 1925 стал премьер-министром коалиционного правительства Национальной коалиционной партии и Аграрной лиги. После ухода в отставку в декабре 1925 отошёл от участия в политической жизни.
С 1926 по 1930 был председателем городского совета Хельсинки, с 1931 по 1944 — мэром Хельсинки.